# Veo veo

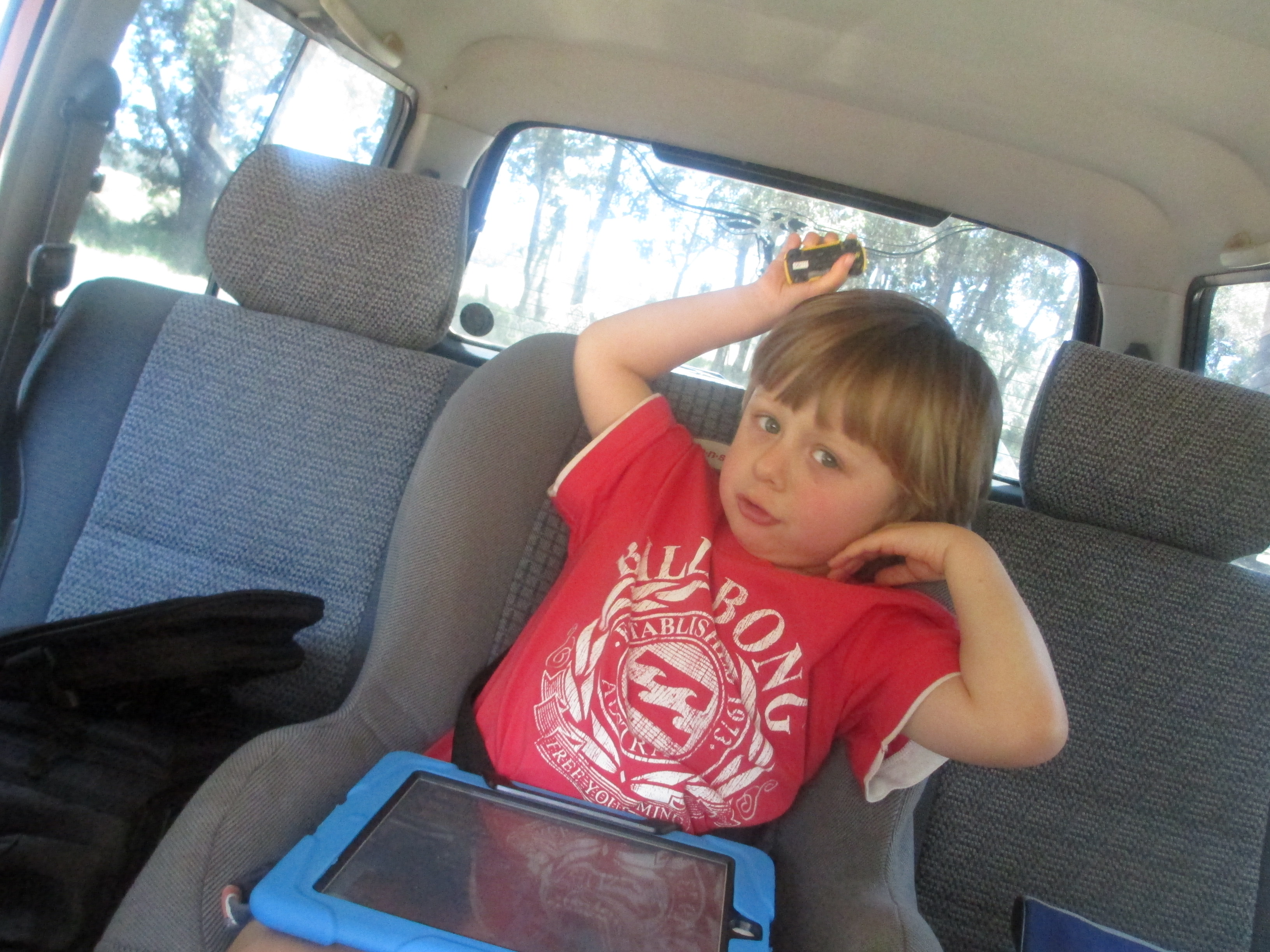
Imagen representativa del juego "Veo veo"

El veo veo es un juego de adivinanzas que suelen jugar familias con niños pequeños, en parte para ayudarlos tanto en la observación como en la familiaridad con el alfabeto. A menudo se juega durante un viaje en automóvil. Es común en muchos países de Hispanoamérica.[cita requerida]
Una persona comienza por escoger un objeto (por ejemplo, un cerdo) y dice "veo veo", y la siguiente secuencia inicia entre la persona que escogió el objeto y los otros jugadores que intentarán adivinarlo:
—Veo veo.
—¿Qué ves?
—Una cosita.
—¿Qué cosa es?
—Empieza por "C".
—¿Qué será qué será qué será?
Después tararean esa pequeña frase, y los otros jugadores miran a su alrededor para sugerir qué podría ser. Cada vez, la persona que escogió el objeto debe decirles si es o no, como:
—Un cuervo.
—No.
—Una carretilla.
—No.
—La cerca.
—No.
—Aquel cerdo.
—Sí.
La persona que adivina entonces escoge el siguiente objeto. En algunas ocasiones, acumulará también puntos por adivinar.
Si se juega en un viaje en automóvil, la familia debe decidir antemano qué hacer con objetos dentro del auto, y cómo anunciar que el objeto ya no es visible, como cuando el cerdo está varios kilómetros atrás.
Otra variación usa colores, lo cual sustituye las últimas líneas de la secuencia por:
—Una cosita.
—¿De qué color es?
—Rosado.
En Argentina, siempre se juega con colores, y el diálogo tiene algunas variaciones:
—Veo, veo.
—¿Qué ves?
—Una cosa.
—¿Qué cosa?
—Maravillosa.
—¿De qué color?
—Color, color...
Además, si un objeto tiene dos colores, se tomará en cuenta sólo el color predominante en el objeto en cuestión.